# 朱寵淄
益陽康恪王朱寵淄（15世紀—1529年），明朝遼藩第四代益陽王，益陽恭和王朱恩銅嫡長子。

## 生平
成化十四年（1478年）五月賜名。
嘉靖三年（1524年）十月，明世宗遣恭順侯吳世興等為正使，編修馬汝驥等為副使，持節冊封朱寵淄為益陽王。
嘉靖八年（1529年）去世。嘉靖十一年（1532年）十二月，其嫡長子朱致橏即位。

## 家庭

### 子孫
- 嫡長子：益陽王朱致橏，號靜菴[5]，弘治十三年（1500年）七月賜名[6]
- 嫡次子：鎮國將軍朱致櫸，弘治十七年（1504年）七月賜名[7]
- 第三子：鎮國將軍朱致槻[5]
  - 子：輔國將軍朱憲𤎅（1532年2月25日—1582年11月20日），字伯淳，號楚棠，生母孫氏[8]，妻王氏，其子朱術垶爲其輯有《想見集》[9]
    - 嫡長子：奉國將軍朱術垶（1551年11月19日—1598年7月22日），字載陽，號桂亭，自號麴部尚書，著有《髮僧白業》六卷續集四卷，《竹素園玄草》三卷，《枕上得》四卷，《蕭齋淨稿》四卷，《古風》一卷，《近稿》三卷，以上合稱《麴部尚書全稿》，又有筆記《桂藂雜記》《荊州雜俎》。妻夏氏，封淑人，是博士夏國的女兒[9]
      - 第一子：朱儼𮢜，妻蕭氏[9]
        - 子：朱某[9]

      - 第二子：朱儼𨥮，妻徐氏[9]
        - 子：朱某[9]

      - 女：嫁趙某[9]

    - 第二子：朱某
- 第四子：鎮國將軍朱致梅[5]

## 評價
温良好樂，温恭朝夕